# Boyd (Oregon)
Boyd az Amerikai Egyesült Államok északnyugati részén, Oregon állam Wasco megyéjében elhelyezkedő kísértetváros.

## Története
Az első telepesek 1847-ben érkeztek, de lakott helységről először 1861-ből származik feljegyzés, amikor John Dayben aranyat találtak. Egy év múlva Canyon City irányába még többen indultak.
A Fiftenmile-patak mellett már korábban is volt postakocsi-megálló és fogadó. Miután a térségben aranyat találtak, napi 150 bányász, 200 igásállat és 10–12 teherszállító jármű fordult meg itt. Az erre járók ellátására istállók, kovácsműhely és kerékgyártó üzemek létesültek. Az 1863-ban létesült iskolában istentiszteleteket is tartottak. A hamarosan megnyíló malmot megvásárolta a névadó T. P. Boyd és négy fia. 1895-ben hivatalosan is bejegyezték a települést és egy metodista gyülekezet is létrejött.
A személy- és áruforgalom is a Great Southern Railroad vasútvonalán zajlott, azonban a The Dalles–California Highway (ma U.S. Route 197) 1923-as átadásával a település hanyatlani kezdett. A nagy gazdasági világválság során a termények ára meredeken zuhant, így az elsődleges bevételi forrás megszűnt. A posta 1952-ben zárt be.

## Fordítás
- Ez a szócikk részben vagy egészben  a   Boyd, Oregon című angol Wikipédia-szócikk ezen változatának fordításán alapul.  Az eredeti cikk szerkesztőit annak laptörténete sorolja fel. Ez a jelzés csupán a megfogalmazás eredetét és a szerzői jogokat jelzi, nem szolgál a cikkben szereplő információk forrásmegjelöléseként.